# Curtorama
Curtorama é um gênero de mariposa pertencente à família Acrolophidae.